# 템플 컵
템플 컵(Temple Cup)은 1894년부터 1897년까지 내셔널 리그의 포스트시즌 7경기 시리즈 승자에게 주어졌던 30 인치 높이의 은색 트로피이다. 당시에는 내셔널 리그 밖에 메이저 리그가 없었기 때문에, 시리즈는 1위와 2위 사이에 개최되었다. 템플 컵은 또한 월즈 챔피언십 시리즈(World's Championship Series)로 알려져 있다. 만약 한팀이 3번 타이틀을 차지하면, 그 팀은 영구적으로 이 트로피를 소유할 수 있었다.